# IsoBuster
IsoBuster (aus dem englischen Iso für die Internationale Organisation für Normung (ISO), die den ISO 9660-Standard der ISO-Abbilder verabschiedet hat, und Buster für „Knacker“ / „Cracker“) vom Unternehmen „Smart Projects“ ist ein Shareware-Windows-Anwendungsprogramm, mit dessen Hilfe Daten von beschädigten Datenträgern wiederhergestellt werden können.
IsoBuster kann viele CD- und DVD-Formate auslesen und Dateien, zumindest teilweise, wiederherstellen. Kombinationen von mehreren beschädigten Kopien können sogar die vollständige Wiederherstellung des Speicherabbilds möglich machen.
Der Grad der Wiederherstellung ist stark vom Ausmaß von Beschädigungen und Verschmutzungen abhängig. Mit dem Programm sind oft auch Datenträger auslesbar, die von Windows nicht erkannt werden. Das Programm kann auch bootbare ISO-Abbilder erstellen und viele Abbild-Dateiformate entpacken, selbst wenn sie mit einem anderen Betriebssystem erstellt wurden. 

## Verwaltete IBQ/IBP-Abbilder
Seit Version 1.9 (Juli 2006) von IsoBuster lassen sich bequem Verwaltete Abbilder von allen möglichen Datenspeichermedien erstellen.
Diese Funktion steht selbst dann zur Verfügung, wenn man keine Personal-/Pro-Lizenz für IsoBuster erworben hat.
Die Funktion der Verwalteten IBQ/IBP-Abbilder erweist sich als nützlich, da man damit Abbilder von Datenspeichermedien erstellen kann, welche das exakte Dateisystem inklusive der Reihenfolge der Defragmentierung und aller Partitionen des Datenspeichermediums enthält. Dementsprechend lassen sich auch verlorene Daten von solchen Abbildern wiederherstellen, ohne dass man während der Wiederherstellung auf das ursprüngliche Speichermedium angewiesen ist.
Solche Abbilder sind im Alltag der Datenwiederherstellung sehr tauglich, da sie alles genau so enthalten, wie es beim Datenspeicher ist, inkl. Attributeninformationen, Position der Datei auf dem Speichermedium.
Man kann solche Abbilder auch zum Vergleich mit dem originalen Medium verwenden.
Das Erstellen eines Verwalteten IBQ/IBP-Abbildes kann jederzeit abgebrochen und beliebig fortgesetzt werden. Sollten einzelne Sektoren beim Erstellen des Abbilds aufgrund Lesefehler des Mediums ausgelassen gewesen sein, lassen sie sich jederzeit nachträglich ergänzen.

### Alltagsbeispiel
Mit IBQ und IBP-Abbildern lassen sich bekratzte Disks gut retten, indem Disk-Laufwerke gegenseitig Lücken im Abbild schließen.
Sollte ein Laufwerk dazu in der Lage sein, ein noch unvollständiges Abbild zu erstellen, kann ein anderes Disklaufwerk andere Teile der Disk besser lesen, welche das erste Laufwerk nicht gut lesen kann.
So ergänzen sich die Laufwerke gegenseitig und können mit IsoBuster ein möglichst vollständiges Abbild von dem Datenspeichermedium erstellen.